# Трагедия господина Морна
«Трагедия господина Морна» — драма в стихах русского писателя Владимира Набокова, одно из первых крупных его произведений. Была написана в 1923—1924 годах, при жизни автора не публиковалась. В 1997 году она появилась на страницах журнала «Звезда», в 2024 году была впервые издана отдельной книгой.

## Сюжет
Действие происходит в будущем, в неназванной европейской стране. Главный герой драмы — Морн, король в маске, чьё восхождение на трон принесло стране мир и стабильность. Он влюбляется в Мидию, жену революционера Гануса. Последний вызывает короля на дуэль и побеждает. По условиям поединка Морн должен совершить самоубийство, но вместо этого он сбегает с Мидией. В стране происходит революция, монархия сменяется диктатурой.

## Оценки
Биограф Набокова Б. Бойд считает, что «Трагедия» своей остросюжетностью, чередованием реальности и иллюзии, красочностью и общей фантастичностью происходящего предвосхищает поздние романы Набокова — в первую очередь «Solus Rex» и «Бледный огонь». По мнению Бойда, автор здесь явно ориентировался на Шекспира, тогда как в предыдущих четырёх пьесах образцом для него был Пушкин.